# Tangancícuaro
Tangancícuaro è una municipalità dello stato di Michoacán, nel Messico centrale, il cui capoluogo è la località di Tangancícuaro de Arista.
La municipalità conta 32.677 abitanti (2010) e ha un'estensione di 386,05 km².
Il significato del nome della località è luogo dove ci sono tre sorgenti di acqua.